# Fugazi (klub muzyczny)
Fugazi – klub muzyczny związany ze sceną rocka alternatywnego działający w Warszawie przez 11 miesięcy od 10 stycznia 1992 w wynajętym budynku dawnego kina WZ przy ul. Leszno 19.

## Początki
Historia miejsca rozpoczęła się na osiedlu przy ul. Siedmiogrodzkiej 11. W 1990 Waldemar Czapski założył przy osiedlowym klubie, w którym uczył plastyki, klubokawiarnię Fugazi, później przemianowaną na Fugazi Music Pub. Organizowano tam spotkania miłośników rocka progresywnego, pierwsze ogólnopolskie zloty The Doors, koncerty hardcorowe oraz wiele innych wydarzeń. Przez rok działalności zawiązała się tam grupa organizująca wszystkie przyszłe poczynania, między innymi związane z powstaniem klubu Fugazi.
Przyczyną zamknięcia Fugazi Music Pub była decyzja administracji osiedla. Postanowiono przerobić dom kultury na biuro. Waldemar Czapski wraz z przyjaciółmi Fugazi postanowili więc otworzyć nowe miejsce i tak narodziła się myśl o Klubie Fugazi. Został wynajęty pusty lokal po kinie WZ i postanowiono rozpocząć działalność klubu od 20 dni koncertów opatrzonych hasłem Buduj Świątynie. 10 stycznia na otwarciu zagrały zespoły Pokolenie i Kult. Koncerty odbywały się w pustej sali kina, remont lokalu rozpoczął się dopiero w maju.
Klub mieścił się w wynajętym budynku dawnego kina WZ. Obiekt zaprojektował Mieczysław Piprek, który równolegle projektował trzy inne wolno stojące kina: Stolica, 1 Maj i Ochota. Klub Fugazi posiadał dwie sceny. Duża sala mieściła 2000 osób, a mała 500. Znajdowała się tam również sala bilardowa oraz sklep muzyczny. Najbardziej charakterystycznymi elementami klubu Fugazi był 14 metrowy bar w kształcie gitary oraz autobus marki Jelcz, zwany potocznie ogórkiem. Autobus został zdobyty przez Jarosława Frankowskiego, następnie podzielony i umieszczony pośrodku klubu.

## Działalność
Klub działał od stycznia do grudnia 1992. Lokal był otwarty 24 godziny na dobę. Scena była udostępniona dla młodych kapel bez dodatkowych opłat. Poniedziałki były dniami otwartymi. We wtorki organizowano koncerty niespodzianki (widzowie nie wiedzieli na jaki zespół przyszli). W jeden z tych wtorków zagrał zespół Kult i wykonał wtedy, dla kilkudziesięciu zdziwionych widzów, po raz pierwszy piosenki z płyty Tata Kazika.
Istniała też możliwość spędzenia w Fugazi nocy. Wiele stałych bywalców miało tam swoje śpiwory lub spało w trumnie (element wystroju). Klub łączył kilkaset osób. Pracowali i pomagali w nim z miłości do muzyki. Często za pomoc zapłatą były wejściówki na koncerty. Sympatycy klubu rozklejali plakaty, rozprowadzali ulotki i bilety, redagowali gazetę Fugazigaz oraz pomagali w przy pracach w Fugazi.
Zorganizowano tam m.in. festiwal klejnotów rocka SILLMARILE. Było to trzydniowe wydarzenie zorganizowane w Hali Gwardii w Warszawie, na którym wystąpiły takie zespoły, jak: Dezerter, Kult, Armia, Oddział Zamknięty, Maanam, Dżem, TSA, Acid Drinkers i Ira. Festiwal odwiedziło 14 tysięcy widzów.
Klub Fugazi został zamknięty w grudniu 1992 z powodu grupy przestępczej, która żądała od właścicieli haraczu za ochronę. Przestępcy stosowali wobec nich przemoc fizyczną.
Budynek kina WZ został zburzony w 2010 roku.
W latach 2015–2017 Klub Fugazi działał pod adresem ul. Mińska 65.

## Nazwa klubu
Bezpośrednią inspiracją nazwy jest płyta zespołu Marillion pod tytułem Fugazi i utwór Fugazi, który opowiada o szaleństwach i głupocie tego świata. Samo słowo fugazi zostało zaczerpnięte ze slangu żołnierzy US Army. Było używane podczas wojny w Wietnamie. Akronim zwrotów FUCKED UP, GOT AMBUSHED, ZIPPED IN. Po nieudanej akcji mówiono FUGAZI – czyli że WSZYSTKO BYŁO KOMPLETNIE SPIEPRZONE.

## Inne informacje
Zespół T.Love umieścił nazwę Klub Fugazi w tekście piosenki Nabrani.